# Rudolf Günthardt
Pour les articles homonymes, voir Günthardt.
Rudolf Günthardt, né le 15 octobre 1936 à Adliswil, est un cavalier suisse de concours complet.

## Carrière
Rudolf Günthardt participe aux Jeux olympiques d'été de 1960 à Rome et remporte la médaille d'argent au concours complet par équipe sur son cheval Atraba.